# En Manddomsprøve
En Manddomsprøve er en amerikansk stumfilm fra 1917 af Victor Schertzinger.

## Medvirkende
- Charles Ray som James Ashe
- Joseph J. Dowling som Zanaan Frame
- Sylvia Breamer som Marie Ducharme
- Lydia Knott som Stickney
- William Ellingford som Steve Gilders